# Emily Tante
Emily Tante est une drag queen française depuis 2016. Son nom est un jeu de mots avec militante, pour désigner son militantisme, et tante, qui est un mot injurieux pour désigner les homosexuels. Elle est principalement connue pour la création du Sidragtion.

## Biographie
Emily Tante a pour nom civil Pierre Jouquan, créateur du podcast Les indociles.
Elle fait partie de la drag house Maison Chéri.e, créée par Enza Fragola. Sa carrière de drag queen débute en 2017 « au moment de l'élection d'Emmanuel Macron » comme Président de la République.

## Engagements politiques
Emily Tante est une drag queen militante et révoltée,. Sa devise est « Parpaings et paillettes ».
Elle est à l'initiative, avec Enza Fragola et Minima Gesté, du Sidragtion,,,, d'une récolte de fonds dans les rues de Paris et d'autres villes de France à destination du Sidaction,,.
Depuis 2022, elle organise la Kiki Pride, une soirée qui a pour but de refléter la diversité de la scène queer, avec la programmation de drags queens et aussi de drag kings.
Elle s'engage pour l'amélioration de la rémunération des drags et en parallèle pour la défense de « la dimension camp, border, militante, artisanale d’un art né de la contestation des normes, de l’opposition à toute forme d’oppression ».
En mars 2024, elle coorganise, avec d'autres drag queens et drag kings une nouvelle édition du Sidragtion à Amiens. Lorsque son initiative est relayée par France Info, elle explique que c'est une occasion de collecter des fonds pour la lutte contre le SIDA, mais aussi de faire de la prévention contre cette maladie auprès du grand public.
En juillet 2024, lors de la Marche des fiertés qui se tient juste avant le 1er tour des élections législatives anticipées, elle défile sur le char de la France Insoumise en compagnie de sa collègue Sara Forever, pour montrer son opposition à l'Extrême droite,.